# Jeremías prevé la destrucción de Jerusalén
Jeremías prevé la destrucción de Jerusalén o Jeremías lamenta la destrucción de Jerusalén es una obra del pintor holandés Rembrandt. Está realizado en óleo sobre madera, y fue pintado en el año 1630. Mide 58 cm de alto y 46 cm de ancho. Se exhibe actualmente en el Rijksmuseum de Ámsterdam (Países Bajos). 
La obra está firmada y datada "RHL 1630". Es una obra juvenil del artista.
La obra representa a un anciano ricamente vestido sentado a los pies de una roca: al fondo se ve una ciudad destruida por un incendio. Esta figura ha sido identificada con los personajes de Lot y Anquises, pero la opinión generalizada es que se trata de Jeremías, que se encuentra entristecido por la visión de Jerusalén destruida. Confirmando esta tesis aparece una figura que huye del fuego cubriéndose los ojos: sería el rey Sedecías, capturado y cegado por los soldados de Nabucodonosor. Además, Jeremías tiene cerca de sí objetos preciosos, que le fueron dados por Nabucodonosor, según el relato de Flavio Josefo. 
La figura está situada en diagonal, en un entorno infinito. El fondo está pintado en tonos marrones, en general sombrío. Sin embargo, destacan las vestiduras bordadas, los objetos de bronce y la intensa iluminación de su rostro apesadumbrado.